# Читалище (1870 – 1875)
„Читалище“ е списание от времето на българското Възраждане, излизало в Цариград 2 пъти в месеца от 1870 до 1875 г. (общо 100 книжки). Абонатите му достигат внушителния за онова време брой 1700.
Редактори са Марко Балабанов, Лазар Йовчев, Тодор Икономов, Петко Славейков и Стефан Бобчев. На списанието сътрудничат още Иван Вазов, Гаврил Кръстевич, Кръстьо Пишурка, Тодор Шишков, Кузман Шапкарев, Григор Пърличев, Райко Жинзифов, Атанас Илиев, Добри Войников, Марин Дринов, Димо Хранов и други. Първоначално се печати в печатницата на вестник „Македония“.